# Географія Папуа Нової Гвінеї

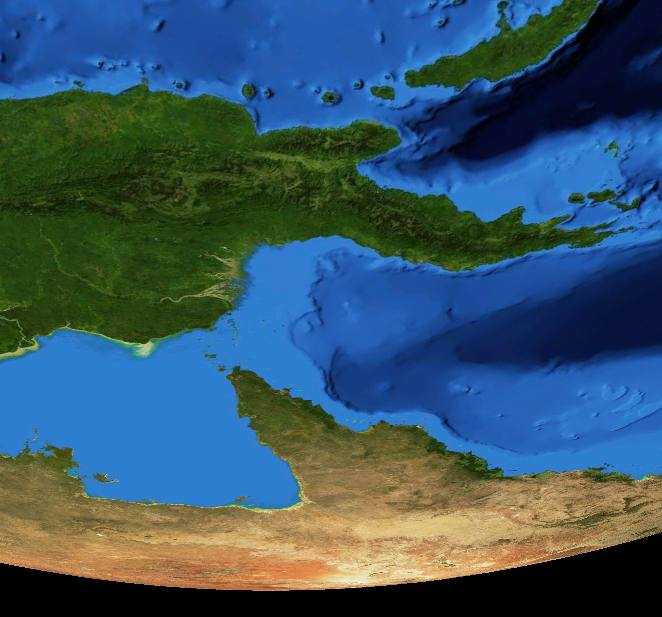

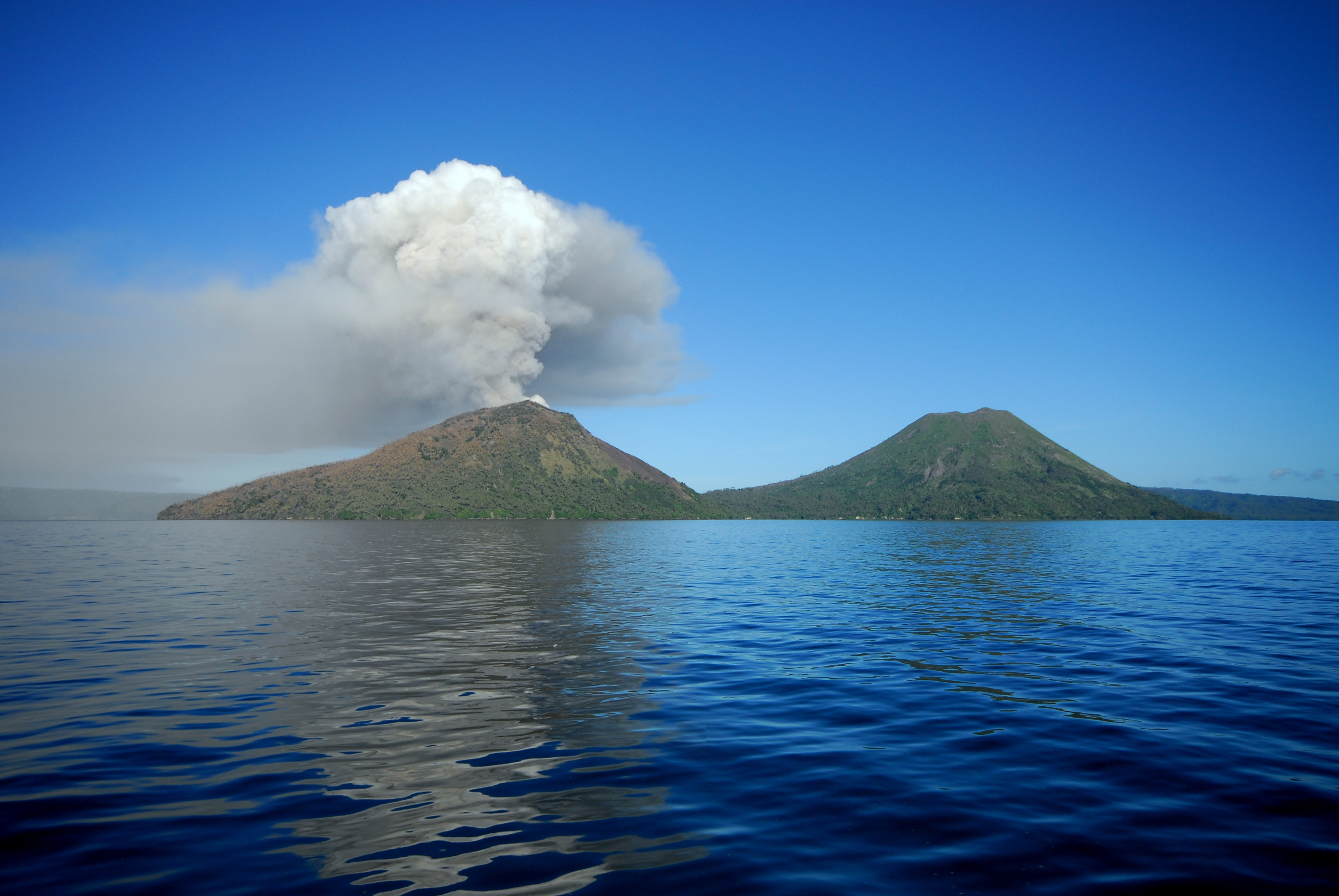
Гора Тарвурвур

Географія Папуа Нової Гвінеї.

## Розташування
Папуа Нова Гвінея, (Papua New Guinea) — країна на південному-заході Тихого океану, що займає східну частину острова Нова Гвінея, острови Адміралтейства і частину Соломонових островів; площа країни — 462 840 км².
Папуа Нова Гвінея займає сх. частину о. Нова Гвінея, архіпелаг Бісмарка (з великими островами Нова Британія і Нова Ірландія), північну частину Соломонових о-вів (о-ви Бугенвіль, Бука), о-ви Д'Антркасто, Луїзіада, Тробріанд та ін. Деякі прибережні острови гористі, вулканічного походження, але особливо численними є низькі острови — коралові рифи (архіпелаг Тробріанд).

## Рельєф
Основну частину території Папуа Нової Гвінеї займають гори. На острові Бугенвіль найбільші висоти — до 2743 м. Є діючі вулкани. На о. Нова Гвінея найбільші висоти до 5029 м. Переважають високі хребти, що тягнуться з південного сходу на північний захід (Бісмарка, Центральний і Оуен-Стенлі, останній простежується також на прибережних островах). Багато гірських вершин і деякі ізольовані вулкани підіймаються більш ніж на 3000 м над р.м. (найвища точка країни — гора Вільгельм, 4509 м). Серед масивних сильно розчленованих гір розташовуються широкі міжгірські улоговини (бл. 1500 м над р.м.).
На півночі від пояса хребтів, паралельно йому, протягається широка низовина, до якої приурочені долини річок Сепік, Раму і Маркхем. Значні площі там зайняті болотами, але украплені також масиви родючих сільськогосподарських земель.
Гірські хребти тягнуться вздовж північно-східного узбережжя Нової Ґвінеї і продовжуються на п-ові Гуон до Лае і далі на островах Нова Британія, Нова Ірландія і Бугенвіль, залишаючи лише вузьку смужку прибережної низовини.
На південь від Центрального хребта тягнуться широкі рівнини і прибережні низовини, перетнуті декількома великими річками, які беруть початок в горах.

## Гідрографія
На південному заході протікає річка Флай довжиною ~1120 км. Річка Сепік (1126 км) протікає на півночі країни. Річка Пурарі має великі гідроенергетичні ресурси.

## Клімат
Клімат екваторіальний, на півдні — субекваторіальний.